# Kassai Biztonságmenedzsment Főiskola
A Kassai Biztonságmenedzsment Főiskola (szlovákul: Vysoká škola bezpečnostného manažérstva v Košiciach) magán főiskola Kassán, Szlovákiában. Az iskola megbízott rektora Marián Mesároš.
Kassán először a Zsolnai Egyetem kihelyezett részlegén oktattak biztonságmenedzsmentet a Speciális Mérnöktudományok Kara keretein belül. Önálló főiskola létrehozását 2006. május 18-án engedélyezte az akkreditációs bizottság, majd június 7-én a szlovák parlament is jóváhagyta a döntést. Az iskola létrejöttét és fejlődését főleg a Patron cég támogatta.